# Ermita de Santa Anna i Calvari
L'Ermita de Santa Ana i Calvari, és un Bé de rellevància local, que està situat en un tossal al nord del municipi d'Ontinyent, a la comarca de la Vall d'Albaida, de la província de València..Està catalogada, de manera genèrica, com a Bé de Rellevància Local, segons la Disposició Addicional Cinquena de la Llei 5/2007, de 9 de febrer, de la Generalitat, de modificació de la Llei 4/1998, d'11 de juny, del Patrimoni cultural Valencià (DOCV Núm. 5.449 / 13/02/2007), amb codi d'identificació, 46.24.184-002.

## Descripció històric-artística
L'Ermita de Santa Anna, està situada al nord de la localitat, a la part alta d'un pujol per la qual puja el camí del calvari (Via Crucis), que forma part del conjunt considerat com bé d'interès cultural. Aproximadament el 1416 es va edificar una diminuta ermita, sufragada per Donya Maria Ana Albuixec Olivares, qui era descendent d'un dels primers repobladors d'Ontinyent, després de la reconquesta de la vila, el 1245, pel rei Jaume I d'Aragó. Més tard, el 1522, es va aixecar un nou edifici, pagat per un franciscà -religiós del convent de Monestir de Sant Esperit, a Gilet), el Pare Fra Salvador.
Ja en ple segle xix, entre els anys 1842 i 1845, sota la direcció del mestre d'obres Luis Perlacia, i amb la col·laboració del veïnat, es va aixecar el conventet annex a l'ermita, que va ser utilitzat com lazareto durant les epidèmies colèriques que van afectar Ontinente durant el segle xix. L'any 1849, el santuari va passar a dependre de la jurisdicció de la nova parròquia de Sant Carles, i es van dur a terme noves obres d'ampliació, adoptant l'església forma de creu llatina, la nau central, la qual desemboca en un creuer cobert per una volta cega i rebaixada. A la dreta d'aquesta nau s'obre la Capella de la Comunió -on es venera la imatge de Santa Ana, amb la Verge Nena filant-, que correspon a una part de la primitiva ermita; l'altra meitat es troba formant part del vestíbul de la casa d'exercicis contigua -la qual va ser construïda ja al segle xx, ampliant el conventet que s'utilitzava d'hospici-. La torre, que posseeix cos per a campanes i presenta una teulada piramidal amb decoració de gerros en les cantonades, també és obra de 1849 -data a l'antiga fornícula on es venerava la imatge del crucificat «El Santíssim Crist de l'Agonia», copatró d'Ontinyent, va ser substituïda per un altar de tall modern, amb un retaule de mosaics representant figures de la Passió. El Viacrucis era de pedra llaurada, però va ser destruït durant la Guerra Civil Espanyola, reemplaçant-se per un altre d'estil neogòtic l'any 1943, obra del Pare Bernardino Cervera.
A l'ermita, que té una porta enreixada, s'accedeix per una àmplia escalinata, amb els dos últims passatges del Calvari a banda i banda. En la façana es distingeix un balconet semicircular, amb barana de ferro, que servia de púlpit per a les predicacions a les festes.